# Bisanda Buzurg
Bisanda Buzurg es un pueblo y nagar Panchayat situado en el  distrito de Banda en el estado de Uttar Pradesh (India). Su población es de 11611 habitantes (2011).

## Demografía
Según el  censo de 2001 la población de Bisanda Buzurg era de 10.568, de los cuales 5.772 eran hombres y 4.796 eran mujeres. Los menores de seis años eran 1.868, de los cuales 985 eran hombres y 883 mujeres. La población alfabetizada era de 5.156 habitantes, de los cuales 3.364 eran hombres y 1.792 mujeres.